# Helota senilis
Helota senilis là một loài bọ cánh cứng trong họ Helotidae. Loài này được Zhang miêu tả khoa học năm 1994.